# Zgierz (comune rurale)
Zgierz è un comune rurale polacco del distretto di Zgierz, nel voivodato di Łódź.
Ricopre una superficie di 199,24 km² e nel 2004 contava 11 275 abitanti.
Il capoluogo è Zgierz, che non fa parte del territorio ma costituisce un comune a sé.